# Cicindela aurora
Cicindela aurora este o specie de insecte coleoptere din familia Carabidae, genul Cicindela. A fost descoperită de Carl Gustaf Thomson în 1859.